# Джон Бенбоу
Джон Бенбоу (на английски: John Benbow) е адмирал от британския флот.

## Биография
Джон Бенбоу е роден през 1653 г. в семейство на кожарите от Шропшър Уилям и Марта Бенбоу. Младия Бенбоу постъпва в Кралския военноморски флот на 30 април 1678 г., когато е на 25-годишна възраст. Служил е на военни кораби и търговски съдове. На борда на 64-оръдейния HMS Rupert (линеен кораб, III ранг) под командването на капитан Артър Хърбърт, Джон Бенбоу е младши офицер (master's mate). Плавал из Средиземно море. През този период корабът е в състава на Средиземноморския кралски флот под командването на адмирал Джон Нарбъроу и често влиза в битки срещу берберските пирати от Северна Африка, които са били бич за европейския морски транспорт в Средиземно море. През 1678 HMS Rupert пленява алжирски военен кораб, който по-късно влиза в състава на Кралския военноморски флот под името HMS Tiger Prize. Бенбоу се отличава в редица действия срещу алжирски съдове и получава одобрението на капитан Хърбърт. Когато адмирал Нарбъроу се връща в Англия, капитан Хърбърт е назначен за действащ главнокомандуващ, и на 15 юни 1679 г. произвежда Бенбоу в чин офицер на борда на HMS Nonsuch (42 оръдия, IV ранг). Корабът остава в Танжер и в крайбрежните води на Африка. Има редица капитани, като Джордж Рок, Клаудсли Шовъл и Франсис Уелър, които ще помогнат на Бенбоу да получи чин „флаг ранг“ (военноморска титла над капитан). Всички били впечатлени от Бенбоу. Това помогнало за напредъка в кариерата му. Следващата битка на HMS Nonsuch била на 8 август 1681 г. с алжирския 46-оръдеен боен Golden Horse (Златен кон). По това време Golden Horse бил в сражение с HMS Adventure, под командването на капитан Уилям Буут, когато HMS Nonsuch пристигнал на мястото на военните действия, Golden Horse се предава. Възниква спор между екипажите на двата кораба по въпроса за наградния фонд и как той трябва да бъде разпределен. Коментарите на хора от екипажа на HMS Nonsuch повторени от Дж. Бенбоу, в крайна сметка стига до знанието на капитан Бут, и капитанът предава Бенбоу на военен съд. Съдът обаче разкрива, че Бенбоу само повтаря тези думи и коментари, отколкото че е техен инициатор. На Бенбоу е наложено наказание в размер на тримесечното му възнаграждение от £ 12 15s, в полза на екипажа на HMS Adventure е, и му е наложена мярка да поиска извинение от капитан Буут, на борда HMS Бристол, в което ще обяви, че не е имал злонамерен умисъл в тези думи, в присъствието на всички командири и екипажи на кораби присъстващи в момента.
На 36-годишна възраст е произведен в чин капитан.
В хода на Деветгодишната война, през 1692 г., Джон Бенбоу взима участие в битката при Ла-Хог, в състава на ескадра под командването на адмирал Едуард Ръсел, През 1693 г. участва в бомбардировката на френския порт Сен-Мало, и се сражава с френските капери в Ла Манша.
След края на войната, Бенбоу ръководи доковете в Дептфорд.
През януари 1698 г. В Англия пристига "Великото посолство на Русия“ оглавено от Петър I. Русите прекарали три месеца в Лондон в дома на Бенбоу. По-късно, той се възползва от този факт, за да подобри собствената си финансова ситуация и да получи обезщетение за загубите, които твърди, че е понесъл от руснаците.
Отново през 1698 г. Бенбоу е изпратен с една ескадра на Антилските острови за провеждане на военни операции срещу испанците. В периода 1698 – 1700 г. е бил командир на британския флот в Западните Индии.
През септември 1701 г. Джон Бенбоу повторно посещава Западните Индии вече със звание „вицеадмирал“. В хода на Войната за испанското наследство, на вицеадмирал Бенбоу е наредено да спре притока на сребро за Франция от Новия свят.

### Служба в търговския флот
Бенбоу напуска Военноморските сили на 9 ноември 1681 г. и се вписва в търговския флот, плавайки на търговски съд, извършващ рейсове от Лондон и Бристол до пристанища в Италия и Испания. През 1686 той е бил собственик и командир на фрегата, наречена „Бенбоу“, търгувала с Леванта. През май 1687 командва търговския кораб, Malaga Merchant, и е бил на борда му, когато е бил нападнат от Салески пирати Сале. Той изгражда успешна защита и отбива нападението. Главите на 30-те маври убити на борда били отрязани и осолени, и ги отнася до Кадис за да претендира за награда от магистратите.

### Завръщане във ВМФ
Бенбоу се връща към Военноморските сили след Славната революция от 1688 г. Първото му записано назначение е на 1 юни 1689 г., като трети лейтенант от HMS Elizabeth, под командването на капитан Дейвид Мичъл. На 20 септември същата година, е бил назначен за капитан на HMS York. На 26 октомври бил прехвърлен на HMS Bonaventure, а на 12 ноември – на HMS Britannia.
Следващия пост на Бенбоу е като водещ придружител на пристанище Чатъм. В началото на март 1690 г. се премества и заема същата длъжност на пристанище Депфорд, пост към който се връщал периодично до 1696 г. През лятото на 1690 е офицер на HMS Sovereign, при стария си командир Артър Хърбърт – вече лорд Торингтън.
Като офицер от флота участва и в сражението при Бийчи Хед. Там Англо-холандската коалиция под командването на лорд Торингтън е разбита от французите. Назначена е Кралска комисия за разследване на причините довели до поражението. През юли 1690 г. при предварителното следствие, Бенбоу е привлечен да даде показания пред комисията, като високо ценен специалист по навигация и пилотиране. Показанията му са в полза на неговия покровител лорд Торингтън. Той обаче не дава показания през време на военния съд срещу лорд Торингтън през декември същата година.

### Августовския бой от 1702 г.
На 19 август 1702 г. ескадра под командването на адмирал Джон Бенбоу влиза в бой с френска ескадра, която е ръководена от Жан-Батист Д'Кас. Въпреки това, командирите на 4 от корабите на адмирал Бенбоу избгнали реда, и не влезли в бой. Три линейни кораба на адмирал Бенбоу влизат в битка срещу четири линейни кораба и една фрегата от френска страна. При тези обстоятелства, борбата продължила 5 дни. В утрото на 24 август 1702 г., поради липса на координация, корабът на адмирал Бенбоу – „Бреда“ е бил заобиколен от французите. Самият Адмирал е ранен: крака му е счупен, но той остава на шканците (квартердека), и продължава да води борбата. Въпреки това, на 25 август, нито един от неговите капитани не изпълнил подадения от Адмирала сигнал да преследват врага. Корабите на Бенбоу дори не можели да се подредят в боен ред. На свикания военен съвет, почти всички капитани се изразили за отказ от преследване на противника. Адмирал Бенбоу им дал заповед за отплаване към о-в. Ямайка.
Впоследствие получил писмо от Дюкас, което гласяло:
"Сър, миналия понеделник имах малко надежди да избегна „вечерята“ в каютата Ви, но Бог реши друго. Що се отнася до Вашите страхливи капитани, изоставени от Бог – да ги обесят, те го заслужават! Ваш, Д'Кас“.
Оригинален текст (англ.)
Sir, I had little hopes on Monday last but to have supped in your cabin: but it pleased God to order it otherwise. I am thankful for it. As for those cowardly captains who deserted you, hang them up, for by God they deserve it. Yours, Du Casse
Кракът на адмирал Бенбоу е ампутиран, но последиците от нараняванията са твърде тежки и на 4 ноември 1702 г., той умира. Погребан е в Кингстън. Двама от капитаните му били разстреляни заради проявеното малодушие и неизпълнение на заповедите на Адмирала, трети е разжалван и хвърлен в затвора.

### Памет
Адмирал Бенбоу става национален герой в Англия. В негова чест са именувани 3 кораба на ВМФ на Великобритания. На него са посветени няколко поеми и много други произведения.
В началото на повестта Островът на съкровищата на Робърт Луис Стивънсън действието се развива в таверната „Адмирал Бенбоу“.